# Mike Sserumaga
Michael Sserumaga (sinh ngày 3 tháng 8 năm 1989 ở Kampala) là một cầu thủ bóng đá người Uganda, thi đấu cho Lweza FC.

## Sự nghiệp
Anh bắt đầu sự nghiệp tại Police Jinja trước khi chuyển đến đội trẻ Helsingborgs vào tháng 8 năm 2007. Anh được đẩy lên đội một thi đấu mùa giải 2008. Tuy nhiên trong một buổi tập luyện với câu lạc bộ Uganda KB Lions, anh dính phải chấn thương mắt cá nặng và phải nghỉ thi đấu 1 năm.
Vào tháng 9 năm 2009, Sserumagga ký bản hợp đồng 1 năm cùng với Uganda Revenue Authority SC để lấy lại bản thân và có thể trở lại châu Âu. Đại diện tham dự CAF Champions League của Uganda Bunamwaya S.C. ký hợp đồng với Sserumaga với thời hạn 6 tháng.
Vào tháng 2 năm 2011, anh gia nhập đội bóng Rwanda Rayon Sport.

## Quốc tế
Anh ra mắt cho Đội tuyển bóng đá quốc gia Uganda vào ngày 8 tháng 6 năm 2008 trước Bénin.